# Checkmate (film 2016)
Checkmate è un cortometraggio scritto da Eugenia Caruso e diretto da Jason Bradbury.

## Trama
Prosperity è intrappolata. Nella sua costante ricerca per un mondo perfetto si trova a sfidare Penury ad una partita a scacchi stregata.  La partita ha il potere di influenzare le vite di due amanti che abitano una terra lontana, ma mentre il gioco continua e arriva verso la conclusione, siamo posti di fronte a una domanda: può la perfezione durare più a lungo di un momento effimero ?

## Produzione
Il film è stato girato interamente nel nord del Galles. Incluse nelle locations Dolbadarn Castle, Baron Hill Mansion e   Snowdonia National Park.
I produttori esecutivi sono Susanna Cappellaro e Amy Gilliam e i produttori associati Tim Mogridge e Giles Maunsell. Alexander Shulgin, che si è occupato della composizione della colonna sonora, compare anche come co-produttore. I costumi curati dallo stylist Davey Sutton, sono di Ulyana Sergeenko e dell'archivio di Ann Demeulemeester.